# Cantone di Échirolles-Ovest
Il Cantone di Échirolles-Ovest era una divisione amministrativa dell'Arrondissement di Grenoble.
A seguito della riforma approvata con decreto del 18 febbraio 2014, che ha avuto attuazione dopo le elezioni dipartimentali del 2015, è stato soppresso.

## Composizione
Comprendeva parte della città di Échirolles.